# Clarence E. Mulford
Clarence Edward Mulford (Streator, 3 febbraio 1883 – Portland, 10 maggio 1956) è stato uno scrittore statunitense di racconti western.
È famoso per essere l'autore di una "saga" western ambientata nel leggendario ranch "Bar 20" e ruota intorno al protagonista di "Hopalong Cassidy".
Il primo libro su questo eroe immaginato nella mente di Mulford è appunto "Hopalong Cassidy" del 1910, cui seguiranno oltre trenta romanzi brevi che narrano le gesta di "Hoppy", come fu conosciuto sugli schermi cinematografici di Hollywood e trasportati in tutto il mondo. Al suo ritiro dalla vita di scrittore, le gesta di Hopalong Cassidy furono continuate dallo scrittore, altrettanto celebre, Louis L'Amour che ne scrisse soltanto quattro agli inizi degli anni cinquanta con lo pseudonimo di Tex Burns.
Ad interpretare tutti i film tratti dai romanzi di Mulford fu chiamato l'attore William Boyd, che interpretò tale personaggio assiduamente per tredici anni, dal 1935 al 1948, continuando l'interpretazione in una serie televisiva uscita negli anni cinquanta. Tale serie fu trasmessa anche sui teleschermi televisivi italiani tra gli anni cinquanta e anni sessanta.
Mulford fu legato ad Hopalong Cassidy ed al Ranch "BAR 20" per tutta la vita.
Morì a 73 anni in seguito a complicanze chirurgiche.

## Romanzi (titolo originale inglese)
- Bar 20 (1914)
- Hopalong Cassidy (1920)
- Bar 20 Days (1921)
- Buck Peters Ranchman (1921)
- The Coming of Cassidy (1921)
- The Man from Bar 20 (1921)
- Johnny Nelson (1921)
- The Bar 20 Three (1921)
- The Orphan (1922)
- Tex of the Bar 20 (1922)
- Bring me his Ears (1923)
- Black Buttes (1924)
- Rustler's Valley (1924)
- Hopalong Cassidy Returns (1925)
- Cottonwood Gulch (1926)
- Hopalong Cassidy's Protege (1926)
- The Bar 20 Rides Again (1926)
- Corson of the JC (1927)
- Mesquite Jenkins (1928)
- Ma an Shorty (1929)
- The Deputy Sheriff (1930)
- Hopalong Cassidy Eagles Brood (1931)
- Mesquite Jenkins Tumbleweed (1932)
- The Round Up (1933)
- Trail Dust (1934)
- On the Trail of Tumbling T (1935)
- Hopalong Cassidy Takes Cards (1938)
- Hopalong Cassidy Serves a Writ (1942)